# Roberto Maytín
Roberto Maytín (Carabobo, 2 de janeiro de 1989) é um jogador de tênis da Venezuela. Ele jogou pela equipe venezuelana da Copa Davis em 2012.
É conhecido principalmente pelo jogo de duplas. Tem 4 títulos de Challenger (Salinas, Padova, Santo Domingo e Santos). Fez sua estreia na ATP em 2015. Atualmente seus treinadores são Willy Campos e Andres Schneiter.